# 地域防災計画
地域防災計画（ちいきぼうさいけいかく）は、災害対策基本法第40条、第42条に基づき、各地方自治体（都道府県や市町村）の長が、それぞれの防災会議に諮り、防災のために処理すべき業務などを具体的に定めた計画である。

## 主な内容
計画の主な内容は次の通り。
- 地域の実情に即した計画
- 地域の災害に関する措置等についての計画

災害対策基本法では以下の事項を規定している。
- 防災上重要な施設の管理者の処理すべき事務又は業務の大綱
- 防災施設の新設又は改良、防災のための調査研究、教育及び訓練その他の災害予防、情報の収集及び伝達、災害に関する予報又は警報の発令及び伝達、避難、消火、水防、救難、救助、衛生その他の災害応急対策並びに災害復旧に関する事項別の計画
- 前号について要する労務、施設、設備、物資、資金等の整備、備蓄、調達、配分、輸送、通信等に関する計画

## 構成
災害の種類ごとに、震災対策編や風水害対策編などで構成されている。
それぞれの災害について、災害対策の時間的順序に沿って、災害予防、災害応急対策、災害復旧・復興について記述されている。
地域防災計画は、行政の災害対応のための計画という側面が強い。

## 関連法令
- 災害対策基本法

## 関連書籍
- 防災計画研究会 編『自治体・事業者のための防災計画作成・運用ハンドブック: 最新被害想定による南海トラフ・首都直下型地震対策』ぎょうせい、2014年11月14日。ISBN 978-4324098905。 NCID BB18006187。
- 室﨑益輝、矢守克也、西澤雅道 ほか 編『地区防災計画学の基礎と実践』弘文堂、2022年3月7日。ISBN 978-4-335-55208-3。 NCID BC13221758。
- 川上富雄、中井俊雄、磯打千雅子 編『キーワードで学ぶ防災福祉入門』学文社、2024年12月24日。ISBN 9784762033964。 NCID BD09807984。
- 浅野一弘 編『危機管理の行政学』同文舘出版、2025年1月10日。ISBN 978-4495464325。 NCID BD10130278。
- 阪本真由美 編『地域が主役の自治体災害対策: 参加・協働・連携の減災マネジメント』学芸出版社、2025年1月17日。ISBN 9784761529185。 NCID BD10148444。